# Kevin Love
Kevin Wesley Love (ur. 7 września 1988 w Santa Monica) – amerykański koszykarz, występujący na pozycjach silnego skrzydłowego lub środkowego, mistrz olimpijski, świata i NBA, obecnie zawodnik Miami Heat.

## Kariera
Syn znanego skrzydłowego z lat siedemdziesiątych Stana Love uczęszczał do Lake Oswego High School. W 2007 wystąpił w meczu wschodzących gwiazd - Nike Hoop Summit oraz McDonald’s All-American. W sezonie 2007-2008 grał w zespole Bruins college’u UCLA. 17 kwietnia 2008, po dwóch latach gry w college’u, Love zdecydował przystąpić do draftu NBA.
W drafcie został wybrany z numerem piątym przez zespół Memphis Grizzlies tuż po koledze z uczelni Russellu Westbrooku. W Memphis jednak nigdy nie zagrał. Szybko został oddany do zespołu Minnesota Timberwolves wraz z Mikiem Millerem. W drugą stronę powędrował natomiast m.in. O.J. Mayo.
Pierwsze udane występy zaliczył już w lidze letniej NBA, gdzie w swym pierwszym występie, przeciwko Dallas Mavericks uzyskał 18 punktów i 13 zbiórek, a w drugim meczu, przeciwko Los Angeles Lakers – 18 punktów i 17 zbiórek.
W swoim ligowym debiucie zanotował 12 punktów i 9 zbiórek w wygranym spotkaniu z Sacramento Kings. Na początku 2009 osiągnął średnie na poziomie double-double. 25 lutego  2009 ustanowił życiowy rekord, zdobywając 24 punkty i 15 zbiórek w meczu przeciwko Utah Jazz. 17 marca przeciwko San Antonio Spurs rzucił 17 punktów i zaliczył 19 zbiórek, dzięki czemu poprawił rekord życiowy w zbiórkach. W marcu zdobył nagrodę dla najlepszego pierwszoroczniaka miesiąca.
Pierwszy sezon w NBA zakończył, uzyskując w jego trakcie w sumie 29 razy double-double, co było najlepszym rezultatem wśród „pierwszoroczniaków” w sezonie 2008-09, oraz rekordem wśród debiutantów w historii drużyny Minnesota Timberwolves. Został wybrany do drugiego zespołu najlepszych debiutantów – NBA All-Rookie Second Team, razem z kolegą z zespołu z czasów gry w college’u UCLA, Russelem Westbrookiem, który znalazł się w pierwszym zespole.
Kevin Love poinformował o zwolnieniu Kevina McHale’a z funkcji trenera Minnesota Timberwolves, zamieszczając wiadomość na blogu w serwisie Twitter, nim władze klubu podały oficjalną informację.
W przedsezonowym meczu z Chicago Bulls 16 października 2009 złamał kość śródręczną palca serdecznego lewej ręki, przez co opuścił pierwsze 18 spotkań sezonu. Powrócił 4 grudnia przeciwko New Orleans Hornets i zanotował double-double w punktach i zbiórkach, wyczyn powtórzył w następnym meczu, z Utah Jazz.
12 listopada 2010 w meczu przeciwko New York Knicks zdobył 31 punktów oraz zanotował 31 zbiórek. Jest to pierwszy taki wyczyn od 1982 roku, kiedy to Moses Malone uzyskał double-double na poziomie 30-30.
25 lutego 2012 zwyciężył w Three-Point Shootout.
17 października 2012 złamał prawą rękę, co wykluczyło jego grę na początku sezonu 2012/13.
Rekordzista w ilości double-double z rzędu 53
Jego rekord w zdobyczy punktowej w jednym meczu to 51 punktów uzyskanych 23 marca 2012 przeciw Oklahoma City Thunder.

### Sezon 2013/14
Rozgrywki 2013/14 rozpoczął w imponującym stylu, prowadząc Timberwolves do 3 kolejnych zwycięstw. Był to dopiero drugi w historii zespołu taki początek sezonu. Dzięki temu za pierwszy tydzień otrzymał nagrodę najlepszego gracza konferencji zachodniej.
4 czerwca 2014 został wybrany do drugiej piątki All-NBA Team za sezon 2013/14.
23 sierpnia 2014 w wyniku wymiany pomiędzy trzema klubami trafił do Cleveland Cavaliers. W zamian za niego do Minnesoty powędrowali Anthony Bennett, Andrew Wiggins (obaj z Cleveland) oraz Thaddeus Young (z Filadelfii).

### Sezon 2014/15
Wraz z Cavaliers dotarł do playoffs. W pierwszej rundzie, podczas meczu przeciwko Boston Celtics doznał zwichnięcia barku, co wykluczyło go z gry w dalszej fazie playoffs.

### Sezon 2015/16
Rozegrał kolejny dobry sezon z Cavs i po raz kolejny wszedł do playoffs. W czasie meczu numer 2 w finale NBA doznał wstrząsu mózgu i nie wystąpił w meczu numer 3 (zastąpił go Richard Jefferson).
18 lutego 2023 opuścił Cleveland Cavaliers poprzez wykup kontraktu. 20 lutego 2023 został zawodnikiem Miami Heat.

## Osiągnięcia

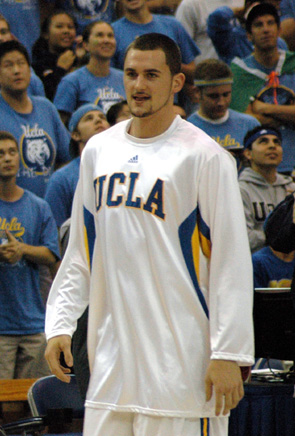
Love w barwach UCLA.

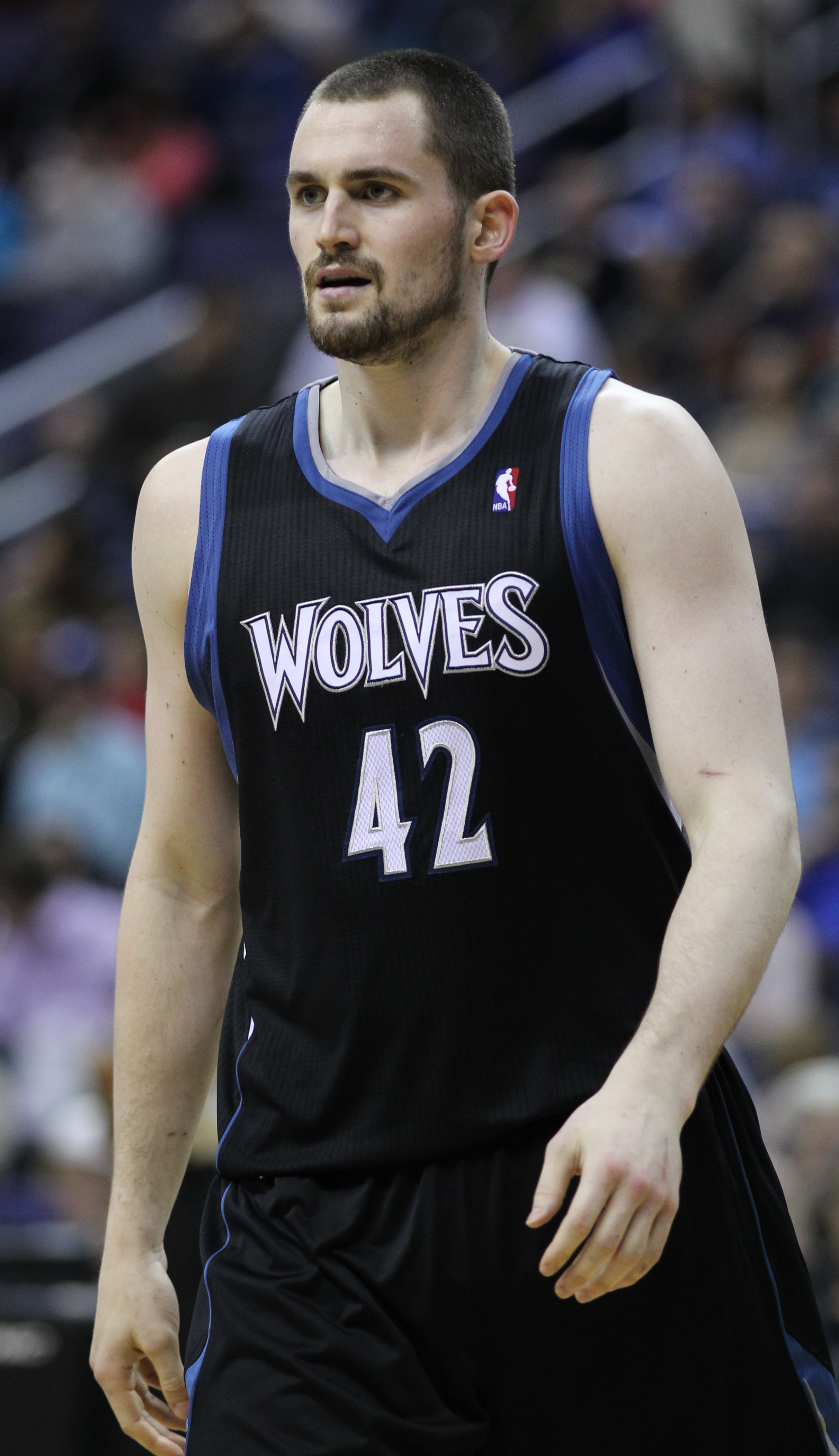
Love w barwach Timberwolves.

Stan na 21 czerwca 2023, na podstawie, o ile nie zaznaczono inaczej.
NCAA
- Uczestnik rozgrywek NCAA Final Four (2008)
- Mistrz:
  - turnieju konferencji Pac-12 (2008)
  - sezonu zasadniczego Pac-12 (2008)
- Zawodnik roku konferencji Pac-12 (2008)[11]
- Najlepszy pierwszoroczny zawodnik konferencji Pac-12 (2008)[12]
- Zaliczony do:
  - I składu:
    - All-American (2008)
    - Pac-12 (2008)
    - turnieju:
      - Pac-12 (2008)
      - CBE Classic (2008)
- MVP turnieju CBE Classic:
  - 2008
  - Los Angeles Regional (2008)

NBA
- Mistrz NBA (2016)[13]
- Wicemistrz NBA (2015, 2017[14], 2023[15])
- Największy Postęp Sezonu (2011)[16]
- Zaliczony do:
  - II składu:
    - NBA (2012, 2014)
    - debiutantów NBA (2009)[17]
- Lider NBA w zbiórkach (2011)[18]
- Zwycięzca konkursu rzutów za 3 punkty (2012)[19]
- Wielokrotnie powoływany do udziału w meczu gwiazd NBA (2011[a]–2012, 2014, 2017[b], 2018[c])
- Uczestnik:
  - Rising Stars Challenge (2010)
  - konkursu rzutów za 3 punkty (2012, 2014)[19]
- Zawodnik tygodnia (4.11.2013, 24.02.2014)
- Debiutant miesiąca (marzec 2009)

Reprezentacja
- Mistrz:
  - olimpijski (2012)[23]
- świata (2010)[24]